# Tomáš Kadlec
Tomáš Kadlec (* 17. prosince 1962) je manažer a bývalý státní úředník, mimo jiné byl ředitelem Národního bezpečnostního úřadu (NBÚ).
V Bezpečnostní informační službě (BIS) působil jako ředitel odboru, který se zabýval závažnou ekonomickou kriminalitou a ochranou ekonomických zájmů státu. Pod jeho vedením se tento odbor prezentoval řadou úspěšných akcí, které byly prezentovány ve Výročních zprávách BIS. Poté se stal poradcem předsedy vlády ČR Josefa Tošovského, v působnosti měl zpravodajské služby. Po nástupu vlády Miloše Zemana se Kadlec stal odpovědným za budování a řízení a posléze byl přímo ředitelem NBÚ. Tento úřad vybudoval jako klíčový orgán zodpovědný za ochranu utajovaných skutečností v souvislosti se vstupem ČR do NATO dne 12. března 1999. Pod jeho vedením úřad prošel úspěšně šesti důkladnými inspekcemi vedenými bezpečnostním úřadem NATO.
Předmětem zájmu médií se stal zejména poté, co se veřejně zastal svého podřízeného z NBÚ Martina Hejla (bezpečnostního šéfa NBÚ, který byl medializován kvůli svým kontaktům s Františkem Mrázkem zavražděným v roce 2006) poté, co byly zveřejněny informace o jeho vztazích s lobbistou Andrejem Surňakem (mediálním poradcem premiéra Stanislava Grosse). Kadlec sám poté otevřeně hovořil také o svých osobních kontaktech s Františkem Mrázkem. V pondělí 27. září 2004 informovala Česká redakce BBC o tom, že BIS oba blízké spolupracovníky premiéra Stanislava Grosse, Tomáše Kadlece a Andreje Surňaka před čtyřmi lety sledovala a odposlouchávala pro podezření z podílu na nelegálních praktikách při vydávání bezpečnostních prověrek i že se věcí a zprávou BIS začala zabývat policie ČR.
Kadlecem vedený NBÚ byl kritizován za to, že některé bezpečnostní prověrky vydává nebo naopak nevydává bezdůvodně. Podle některých právníků a poslanců byl problém zejména v nedokonalém tehdy platném zákonu č. 148/1998 Sb. o ochraně utajovaných skutečností, který byl posléze zrušen a nahrazen jiným. Své sehrála zřejmě i naprostá nepřipravenost zpravodajských služeb se na tomto procesu podílet jako i odpor dalších orgánů státní správy. Naopak Tomáš Kadlec pro ČTK 12. května 2006 uvedl, že jím řízený Národní bezpečnostní úřad byl vystavován politickým tlakům, aby výsledky prověrek ovlivňoval – ČTK v této souvislosti uvádí ministra Jana Mládka, k jehož prověření měl být Kadlec kýmsi přemlouván.
Po odchodu z Národního bezpečnostního úřadu se Kadlec stal (v období vlády Stanislava Grosse) ředitelem státem vlastněné firmy Čepro. Předseda vlády Jiří Paroubek se v roce 2005 zasadil o Kadlecovo odvolání z této funkce. V době, kdy Kadlec Čepro řídil, firma uzavřela řadu podezřelých obchodů, když prodávala různé komodity pod cenou, a naopak nakupovala předražené zboží. Tomáš Kadlec byl posléze kvůli této činnosti vyšetřován policií, 3. července 2006 byl obviněn z přípravy trestného činu podvodu, kterého se měl podle obvinění dopustit právě ke škodě firmy Čepro ve spolupráci s podnikatelem Radovanem Krejčířem. Toto podezření se však nikdy nepotvrdilo. V rámci šetření této kauzy objevila v roce 2011 švýcarská policie Kadlecovo konto ve švýcarské bance, na které v době Kadlecova působení v Čepru přišlo v přepočtu více než 30 milionů Kč. Státní zástupce následně navrhl tento účet zablokovat, když podle něj obsahuje peníze pocházející z trestné činnosti. V době Kadlecova působení v Čerpu také jeho rodina investovala více než 16 milionů do nemovitostí. Z těchto všech obvinění byl Kadlec sice v březnu 2014 osvobozen Městským soudem v Praze rozsudkem, který potvrdil rozhodnutí Obvodního soudu Prahy 1, ale v červnu 2017 Městský soud odebral soudkyni Heleně Králové tento případ bývalých manažerů Čepra. Soudkyně totiž dvojici Tomáš Kadlec a Alexandr Houška již třikrát osvobodila, podle Městského soudu však opakovaně nerespektovala rozhodnutí nadřízených soudů a svým přístupem vyjadřuje neochotu se projednávanou věcí patřičně zabývat. Soudkyně Králové již před časem přišla také o případ zneužití Vojenského zpravodajství v Kauze Nagyová. Kauzu převzala soudkyně Ivana Tichá, státní zástupce Tomáš Minx navrhl trest šest let vězení, nepravomocný rozsudek z 20. března 2018 zněl na čtyři roky vězení pro Tomáše Kadlece i Alexandra Houšku a úhrada způsobené škody ve výši 260 miliónů korun. Odvolací senát pražského městského soudu trest čtyři roky vězení a úhradu škody ve výši 260 milionů korun s úroky potvrdil 25. dubna 2019. Tento trest byl pražským městským soudem 15. května 2019 nepravomocně zvýšen na sedm let pro nezdanění zhruba 35 milionů korun, které v době Kadlecova šéfování Čepru přišly na jeho soukromý švýcarský účet, což 22. června 2020 potvrdil pražský vrchní soud.